# Seán T. O'Kelly
Seán Thomas O'Kelly, en gaélico, Seán Tomás Ó Ceallaigh (1882-1966) fue un político irlandés, presidente de su país entre el 1945 y el 1959.
Después de 1918 hasta su elección como presidente, fue miembro del Dáil Éireann.
Fue ministro de Gobierno Local (1932–1939) y Ministro de Finanzas (1939–1945). También fue vice primer ministro de Irlanda de 1932 a 1945, con el título de Vicepresidente del Consejo Ejecutivo de 1932 a 1937 y Tánaiste de 1937 a 1945.